# ماریا پکلی
ماریا پکلی (انگلیسی: Maria Pekli؛ زادهٔ ۱۲ ژوئن ۱۹۷۲) جودوکار زن مجارستانی‌تبار اهل استرالیا بود.